# 大阪回生病院
大阪回生病院（おおさかかいせいびょういん）は、株式会社互恵会が大阪府大阪市淀川区宮原に設置する病院である。

## 沿革
（この節の出典）
- 1900年 - 大阪市北区絹笠町に私立大阪回生病院として創立（ベット数104床）
- 1925年 - 株式会社に組織変更（株式会社大阪回生病院　1934年に無配当の株式会社互恵会に名称を変更）
- 1966年 - 大淀区（現北区）豊崎に新築移転（ベット数339床）
- 2005年 - 現在地に移転、新病院オープン

## 診療科
- 内科[2]
- リハビリテーション科[2]
- 呼吸器内科[2]
- 消化器内科[2]
- 循環器内科[2]
- 整形外科[2]
- 形成外科[2]
- 脳神経外科[2]
- 精神科[2]
- 歯科口腔外科[2]
- 外科[2]
- 耳鼻咽喉科[2]
- 放射線科[2]
- リウマチ科[2]
- 糖尿病内分泌内科[2]
- 頭頸部外科[2]
- 消化器外科[2]
- 病理診断科[2]
- 眼科[2]
- 血管外科[2]
- 皮膚科[2]
- 泌尿器科[2]
- 婦人科[2]
- 麻酔科[2]
- 神経内科[2]

## 医療機関の認定
（下記表の出典）
| 保険医療機関                                   | 労災保険指定病院                     |
| 母体保護法指定医の配置されている医療機関       | 生活保護法指定病院                   |
| 臨床研修病院                                   | 指定自立支援病院（更生医療）         |
| 結核指定病院                                   | 指定自立支援病院（育成医療）         |
| 肝疾患診療連携拠点病院                         | 特定疾患治療研究事業委託医療機関     |
| 原子爆弾被害者一般疾病医療取扱病院             | DPC対象病院                          |
| 精神保健指定医の配置されている医療機関         | 指定自立支援医療機関（精神通院医療） |
| 身体障害者福祉法指定医の配置されている医療機関 | 戦傷病者特別援護法指定医療機関       |
| 公害医療機関                                   | 地域歯科診療支援病院                 |

- 救急告示病院（二次救急）[3]
- このほか、各種法令による指定・認定病院であるとともに、各学会の認定施設でもある。

## 交通アクセス
- Osaka Metro御堂筋線・JR各線「新大阪駅」より徒歩3分[4]

## 周辺
- 新御堂筋
- 大阪医療福祉専門学校
- 滋慶医療科学大学院大学